# Vojtech Horváth
Vojtech Horváth (* 28. června 1984, Dunajská Streda) je slovenský fotbalový záložník a bývalý mládežnický reprezentant, který působí v klubu DAC 1904 Dunajská Streda.
Pochází z maďarské menšiny na Slovensku. Jeho starším bratrem je fotbalista Csaba Horváth.

## Klubová kariéra
S fotbalem začínal v FC ŠTK 1914 Šamorín, odkud přešel do FK Inter Bratislava. V sezoně 2006/07 hostoval v celku ŠK Eldus Močenok. V únoru 2009 přešel do jiného bratislavského týmu FC Petržalka 1898, kde však působil jen do léta, poté odešel do FK AS Trenčín.
V červenci 2012 přestoupil do polského klubu Termalica Bruk-Bet Nieciecza, přestup se zrealizoval za iniciativy agentury HMP-Sport Management.
V létě 2014 se vrátil na Slovensko do klubu DAC 1904 Dunajská Streda.

## Reprezentační kariéra
Horváth reprezentoval Slovensko v mládežnických kategoriích.